# ۰۱-۹۹
۰۱–۹۹ (ارمنی: 01-99) یک فیلم کمدی است محصول سال ۱۹۵۹ ارمنستان شوروی، به کارگردانی آماسیا مارتیروسیان

## بازیگران
- فرونزیک مکرتچیان
- موراد کوستانیان
- آرمان کوتیکیان
- آناتولی تورگومیان
- لیلیا هوهانیسیان
- گئورگ چپجیان
- جما ساریبگیان
- آوتیک جراقاتسابانیان
- تاتول دیلاکیان
- هاروتیون هایراپتیان
- آرام آمیربکیان
- مائیس کاراگیوزیان
- زاره تر-کاراپتیان